# هنري بوريس
هنري بوريس (بالإنجليزية: Henry Burris)‏ هو لاعب كرة قدم كندية أمريكي، ولد في 4 يونيو 1975 في سبيرو في الولايات المتحدة.

## وصلات خارجية
- الموقع الرسمي
- هنري بوريس على موقع مرجع كرة القدم المحترفة.كوم (الإنجليزية)
- هنري بوريس على موقع JustSportsStats.com (الإنجليزية)